# Der Knabe Eros
Der Knabe Eros est un film allemand muet réalisé par Paul Legband, sorti en 1920. 

## Synopsis
Amour de jeunesse à l'époque du rococo.

## Fiche technique
- Titre original : Der Knabe Eros
- Réalisation : Paul Legband
- Scénario :  Semilasso[2]
- Directeur de la photographie : Eugen Hamm
- Directeur artistique : Gert Okonkowski
- Sociétés de production : Demos-Film
- Pays d'origine :  République de Weimar
- Format : Noir et blanc - Muet
- Dates de sortie : 
  -  République de Weimar : 17 mai 1920

## Distribution
- Emil Bing
- Emil Biron
- Lia Borré
- Heinz Hilpert
- Maria Serenyi
- Erhard Siedel
- Willy Ulmer